# Szaniszló Sándor (polgármester)
Szaniszló Sándor (1969 –) magyar közgazdász, várospolitikus, 2019 októberétől Budapest XVIII. kerületének polgármestere. 2022-től Dobrev Klára árnyékkormányának önkormányzati árnyékminisztere, a fővárosi közgyűlés képviselője, a Demokratikus Koalíció fővárosi frakcióvezetője.

## Családja
Nős. Két gyermeke van.

## Életpályája
A Gödöllői Agrártudományi Egyetemen pénzügyi szakirányú gazdasági mérnök, a Külkereskedelmi Főiskolán EU-szakirányú közgazdász, a Budapesti Műszaki Egyetemen humánmenedzser szakon oklevelet szerzett.
1998-tól egy éven át Budapest XVIII. kerülete önkormányzatának pénzügyi elemzője volt.
1999 és 2002 között a Magyar Posta Rt.-nél dolgozott pénzügyi kontrollerként, majd 2002-től a vezérigazgatóságon dolgoztott kontrolling vezetőként. 2002 és 2010 között a XVIII. kerületi önkormányzat alpolgármestere volt. (E megbízatásának tartamára fizetés nélküli szabadságot vett ki.) Alpolgármesteri feladatai közé tartozott a civil szervezetekkel való kapcsolattartás, a kerületi ifjúsági és sportéletének koordinálása, a kerület sporttal és rendezvényszervezéssel foglalkozó gazdasági társaságokkal való kapcsolattartás. 
2019. október 13-án – a Magyar Szocialista Párt tagjaként – Budapest XVIII. kerületének polgármesterévé választották. Polgármesteri mandátumánál fogva egyben a Fővárosi Közgyűlés képviselője lett. 
2020. február 20-án Szaniszló Sándor –Kiss Lászlóval egyidejűleg – átlépett az MSZP-ből a Demokratikus Koalícióba.

2022-től Dobrev Klára árnyékkormányának önkormányzati minisztere.
2024-ben a Demokratikus Koalíció, a Jobbik, a Momentum, a Magyar Szocialista Párt és a Párbeszéd – Zöldek közös jelöltjeként újraindult a XVIII. kerület polgármesteri posztjáért. Egyúttal második helyen szerepelt a Demokratikus Koalíció, a Magyar Szocialista Párt és a Párbeszéd – Zöldek fővárosi listáján.

## Személyéhez kötődő ügyek
- A Liszt Ferenc Repülőtér  - XVIII. kerületen kívüli - utasait terhelő A kerületi önkormányzat A Szaniszló Sándor által vezetett XVIII. kerületi önkormányzat úgy döntött, hogy 2023. januártól ezer forint légiutasadót vet ki mindenki felnőttre, aki a Liszt Ferenc Repülőteret használja, és nem kerületi lakos. [9] A légiutas-adó kivetéséről szóló döntést a Kúria 2023 elején megsemmisítette.
- A repülőtérrel illetve esetleges tulajdonosváltozásával kapcsolatban a kerület lakóit érintő aggodalmakat fogalmazott meg. [10]